# Нижнее (озеро, Гаринский район)
Ни́жнее — проточное пресноводное озеро на западе Гаринского городского округа Свердловской области, располагается в труднодоступной заболоченной местности Зауралья, в междуречье рек Лозьва и Вагиль.
Форма озера вытянута с северо-запада на юго-восток. Зеркало озера расположено на высоте 66,5 метра над уровнем моря. Площадь водной поверхности — 8,16 км². Длина озера составляет около 6,9 км, ширина в северо-западной части достигает 1,9 км.
Через озеро протекает река Осья, которая берёт начало из озера Верхнее, впадает в Нижнее на северо-западе и вытекает на юго-востоке. Кроме того, на юго-западе впадает безымянный ручей. Почти со всех сторон озеро Нижнее окружено болотами, к берегам участками подступает хвойных лес, представленный в основном елью, пихтой и сосной. Берега низкие. Острова на озере отсутствуют. Ближайший населённый пункт находятся в 20 км к юго-западу — деревня Кондратьева.  
Из ихтиофауны встречаются окунь, щука, карась, налим, чебак. Водоём является местом гнездования водоплавающей птицы. 